# Yeni Şafak
Yeni Şafak es un periódico de corte tradicional islámico que apoya al partido gobernante AKP. Elogiado generalmente por su periodismo ecuánime (especialmente respecto a cuestiones de Oriente Medio) es muy popular entre los estudiantes universitarios y profesionales liberales jóvenes. Este periódico también distribuye a menudo los libros gratis a sus lectores (mediante la colección de cupones). Normalmente se tratan de textos islámicos clásicos bien traducidos y en correcta edición (tales como las obras del al-Ghazali-Ghazali o de Shaj Waliullah)